# Sefafín Vásquez Elizalde
Sefafín Vásquez Elizalde  (San Martín Xaltocán, 13 september 1922 - Ciudad Guzmán, 10 februari 2009) was een  Mexicaans bisschop. Vasquez Elizalde  werd in 1948 tot priester gewijd. In 1968 werd hij benoemd tot bisschop van Huejutla en in 1977  tot bisschop van Ciudad Guzmán. Hij ging in 1999 met rust en stierf in 2009.

## Referentie
- Vasquez Elizalde  op Catholic-Hierarchy